# Pasilobus
Pasilobus Simon, 1895 è un genere di ragni appartenente alla famiglia Araneidae.

## Etimologia
Il nome probabilmente deriva dal greco πὰς, pàs, cioè tutto, per intero e dal greco λοβὸς, lobòs, cioè lobo, per la forma caratteristica dell'opistosoma, diviso, nella sua interezza, in due lobi laterali.
E. Simon, en 1895 (Histoire naturelle des araignées. Paris 1, 761-1084)  no da detalles sobre la etimología. Cabe relacionar el género con otro, Pasias, también descrito por él + {gr, lobos,ou}, lóbulo.
Pasias, de {gr, Pasias}, es uno de los personajes de las comedias de Aristófanes.

## Distribuzione
Le 12 specie oggi note di questo genere sono state reperite in Asia orientale, sudorientale e meridionale, nell'Africa subsahariana ed in Oceania.

## Tassonomia
Dal 2012 non sono stati esaminati esemplari di questo genere.
A marzo 2014, si compone di 12 specie:
1. Pasilobus antongilensis Emerit, 2000 - Madagascar
2. Pasilobus bufoninus (Simon, 1867)[2] - Taiwan, Giava, arcipelago delle Molucche
3. Pasilobus capuroni Emerit, 2000 - Madagascar
4. Pasilobus conohumeralis (Hasselt, 1894) - Sumatra, Giava
5. Pasilobus hupingensis Yin, Bao & Kim, 2001 - Cina, Giappone
6. Pasilobus insignis O. P.-Cambridge, 1908 - Africa occidentale
7. Pasilobus kotigeharus Tikader, 1963 - India
8. Pasilobus laevis Lessert, 1930 - Congo
9. Pasilobus lunatus Simon, 1897 - Giava, Celebes
10. Pasilobus mammatus Pocock, 1898 - isole Salomone
11. Pasilobus mammosus (Pocock, 1899) - Africa occidentale
12. Pasilobus nigrohumeralis (Hasselt, 1882) - Sumatra